# Sony a6300
La Sony α6300 (model ILCE-6300) és una càmera digital sense mirall (mirrorless o EVIL) de Sony anunciada el 3 de febrer de 2016. Les característiques més destacades d'aquesta càmera són els 24,2 megapíxels d sensor Exmor RS, la capacitat de gravar vídeo a 4k amb la combinació de 24 i 30 fotogrames per segon i els 425 punts de fase per la detecció de l'autofocus. Aquesta càmera està alimentada pel processador d'imatge Bionz X de Sony amb un rang d'ISO que arriba fins als 51.200.
El públic objectiu al qual és dirigit aquest model de càmera és per a un aficionat mitjà-alt que cerqui una càmera amb molta lleugeresa, velocitat i amb un disseny robust. El seu preu ronda els 800 € (només el cos).

## Disseny

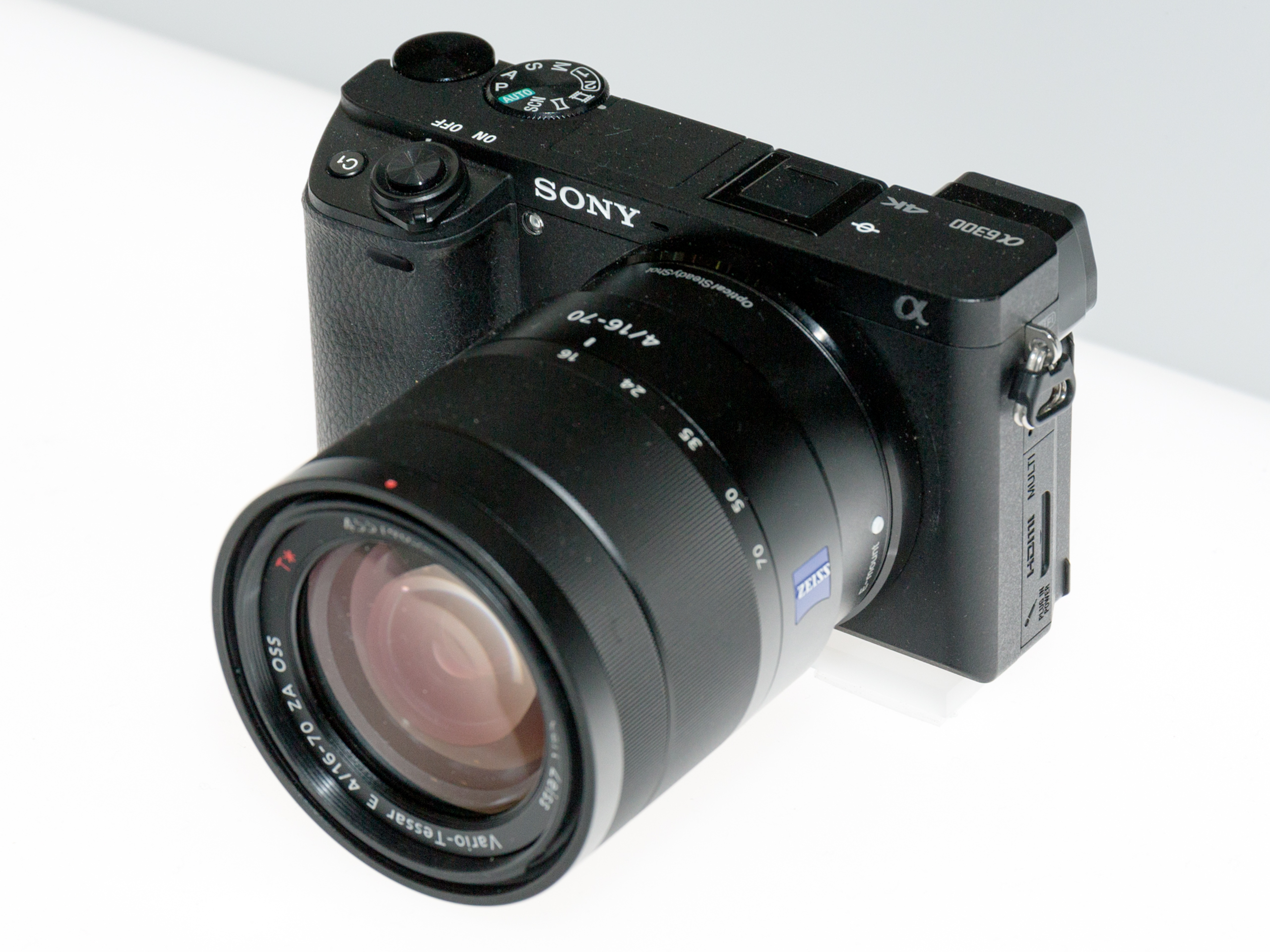
Sony a6300 amb objectiu 16-70 mm

El disseny de la Sony α6300 és molt similar al de la seva predecessora la Sony α6000 amb el que té a veure amb la distribució dels botons. Aquesta càmera té un pes notablement baix i una mida petita que fa que sigui molt lleugera i fàcil de portar. La pantalla de tipus LCD té 3 polzades amb una resolució de 921.600 punts i dona la possibilitat d'una basculació entre els 90° cap amunt i 45° cap a baix.

## Sistema d'enfocament
Aquesta càmera inclou un sistema d'enfocament anomenat 4D FOCUS amb la capacitat de bloquejar aquest enfocament sobre qualsevol element en 0,05 segons. A més compte amb 425 punts AF de fase repartits per tota l'àrea de la imatge. La Sony α6300 té una nova tecnologia AF de seguiment d'alta densitat que millora significativament la detecció d'objectes.
Cal destacar que els 425 punts AF de detecció de fase, el seguiment millorat i la precisió d'enfocament d'aquesta càmera també funcionen amb lents de muntura A usant un adaptador de muntura com el Sony LA-EA3.

## Compatibilitat de lent
Uns dels grans avenços amb relació a la nova generació de càmeres sense mirall o mirrorless és la capacitat de poder intercanviar els objectius, ja que combinen la tecnologia de les càmeres digitals compactes i la qualitat de les càmeres reflex. La Sony α6300 incorpora la muntura Sony E compatible amb lents Full Frame (FE) i APS-C (E).

## Especificacions generals
La Sony α6300 compta amb una gran quantitat d'especificacions tècniques on les més destacades són:
LENT
- Muntura Sony E.

SENSOR
- Sensor CMOS Exmor® tipo APS-C (23,5 x 15,6 mm).
- Aprox. 24,2 megapíxeles efectius.

ENFOCAMENT
- Enfocament automàtic híbrid ràpid (enfocament automàtic amb detecció de fases/AF amb detecció de contrast).
- 425 punts (enfocament automàtic amb detecció de fases)/169 punts (enfocament automàtic amb detecció de contrast).

SENSIBILITAT ISO
- ISO 100-25.600 (ampliable a ISO 51.200).

VISOR
- Visor electrònic OLED XGA (color) d'1,0 cm (tipus 0,39) de 2.359.296 punts amb una cobertura del 100%.

MODES DE QUALITAT D'IMATGE
- RAW.
- RAW i JPEG.
- JPEG extra fi.
- JPEG fi.
- JPEG estàndard.

PANTALLA
- Tipus LCD.
- 7,5 cm (tipus 3.0) TFT panoràmic, amb 921.600 punts, abatible cap amunt: aprox. 90 graus, cap avall: aprox. 45 graus.

GRAVACIÓ DE VIDEO
- Qualitat 4k.

OBTURADOR
- Control electrònic, transversal vertical, tipus de plànol focal.
- Velocitat de 1/4000 a 30s amb una capacitat de tret 11fps.

BATERIA
- Fotos: 350 dispars aprox. (visor)/400 dispars aprox. (pantalla LCD) (estàndard CIPA)
- Videos: 70/75 minuts aproximadament.

PES
- 361 g (només el cos)

CONECTIVITAT WiFi i NFC